# A Ilha Perdida
A Ilha Perdida é uma obra literária de Maria José Dupré, publicada em 1944 pela editora Brasiliense e depois pela editora Ática, na Série Vaga-Lume.

## Enredo
A obra narra as aventuras de dois meninos de catorze e doze anos, chamados Eduardo e Henrique, cujo parentesco não é explicitado, mas aparentemente são irmãos ou primos. Ambos passam férias numa fazenda próxima a Taubaté, às margens de um grande e caudaloso rio, denominado como Paraíba. A descrição geográfica faz alusão ao Rio Paraíba do Sul, embora este não tenha a grandiosidade do rio descrito no livro.
A fazenda pertence a um casal chamado apenas de "Padrinho" e "Madrinha", que são pais de Quico e Oscar, dois garotos descritos como primos dos protagonistas, o que leva a crer que os donos da fazenda são tios de Eduardo e Henrique.  
Às escondidas, ambos decidem explorar uma ilha fluvial, conhecida por todos como  "Ilha Perdida", utilizando uma velha canoa. Mas uma cheia inesperada leva a embarcação, deixando-os isolados e sem provisões. Após se separarem, Henrique é descoberto e feito cativo por um estranho morador, que vive como eremita no local. 
A narrativa enfoca a ação e o suspense, além de abordar o respeito à natureza.

## Personagens
- Henrique - o mais novo dos dois irmãos, que explora a ilha e conhece o morador local chamado Simão, com quem convive por alguns dias
- Eduardo - o mais velho da dupla, que fica vagando sozinho na ilha, enquanto Henrique é feito cativo
- Quico - filho do Padrinho e da Madrinha, primo de Henrique e Eduardo
- Oscar - filho do Padrinho e da Madrinha, primo de Henrique e Eduardo
- Bento - filho de Eufrosina, a cozinheira da fazenda
- Eufrosina - cozinheira da fazenda
- Padrinho - proprietário da fazenda, pai de Quico e Oscar, tio de Henrique e Eduardo
- Madrinha - esposa do Padrinho, tia de Henrique e Eduardo
- Vera - uma das meninas que passava férias na fazenda
- Lúcia - uma das meninas que passava férias na fazenda
- Simão - eremita que vive escondido na Ilha Perdida
- Tupi - velho cachorro da fazenda
- Pingo e Pipoca - dois cachorros pertencentes à Vera
- Nhô quim - homem que lidava com as vacas e os bezerros no estábulo[6]

## Obras correlatas
Em A Ilha Perdida, a autora utilizou personagens de sua obra anterior chamada Aventuras de Vera, Lúcia, Pingo e Pipoca, publicada em 1943.

Posteriormente, eles apareceram em A Montanha Encantada, de 1945, e A Mina de Ouro, de 1946. Nestas obras, surgiu Samba, um cachorro que veio a ser protagonista de inúmeros livros da autora, iniciando com O Cachorrinho Samba, de 1949.